# Fantastica (film)
Fantastica è un film del 1980 diretto da Gilles Carle.